# Jamini Das
Jamini Nath Das (1909) è stato un pallanuotista indiano, che ha partecipato alle Olimpiadi di Londra 1948.